# Upton (Slough)

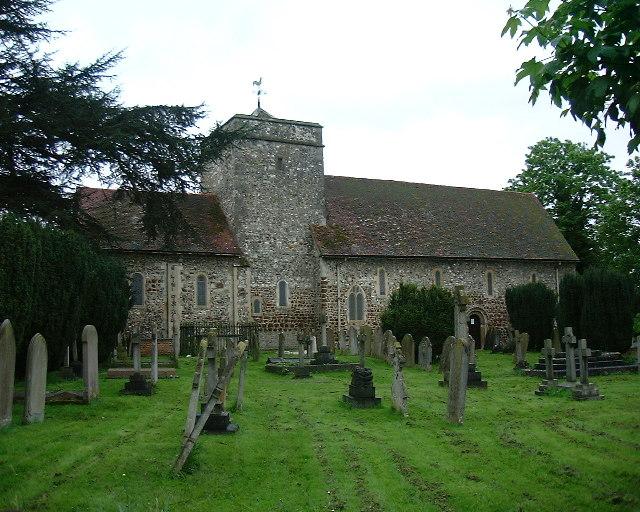
Kostel St. Laurence v Uptonu s částí hřbitova.

Upton poblíž Slough je předměstí vesnice Slough, která se rozvíjí do podoby města. Dříve to byla samostatná vesnice s normanským kostelem St. Laurence, o níž se nachází zmínka v knize Domesday Book z roku 1086.
V kostele se 7. května 1788 oženil William Herschel s vdovou Mary Pitt Baldwin a v roce 1822 zde byl pohřben. Na svém náhrobku má napsáno "coelorum perrupit claustra", což znamená "prorazil závory nebes". Kromě něj zde byl pohřben i jeho vnuk prof. Alexander Stewart Herschel (1836 – 1907) a Charles Hatchett (1765 - 1847), objevitel chemického prvku niobium.